# Nam Xương
Nam Xương (Chữ Hán: 南昌) là thành phố tỉnh lỵ tỉnh Giang Tây ở đông nam Trung Quốc. Thành phố Nam Xương tọa lạc bên bờ Cám Giang, 60 km về phía nam sông Dương Tử. Nam Xương nổi tiếng với Đằng Vương Các xây dựng năm 653 và Quảng trường nhân dân Nam Xương rộng thứ 2 Trung Quốc - chỉ xếp sau Thiên An Môn ở Bắc Kinh. Dân số Nam Xương là 1.934.445 người và vùng đô thị là 1.990.184 người.
Thành phố có bánh xe ngôi sao Nam Xương từng là bánh xe Ferris cao nhất thế giới từ 2006-2008 cho đến khi bị Singapore Flyer vượt qua về độ cao.
Thành phố có sân bay quốc tế Xương Bắc Nam Xương.

## Hành chính
Nam Xương được chia ra làm 9 đơn vị hành chính cấp huyện, bao gồm 6 quận và 3 huyện
- Quận: Đông Hồ (东湖区), Tây Hồ (西湖区), Thanh Vân Phổ (青云谱区), Hồng Cốc Than (红谷滩区), Thanh Sơn Hồ (青山湖区), Tân Kiến (新建区)
- Huyện: Nam Xương (南昌县), An Nghĩa (安义县), Tiến Hiền (进贤县)